# Passiflora pinnatistipula
Passiflora pinnatistipula Cav. – gatunek rośliny z rodziny męczennicowatych (Passifloraceae Juss. ex Kunth in Humb.). Występuje naturalnie w Kolumbii, Ekwadorze, Peru, Boliwii oraz północnej części Chile.

## Morfologia
PokrójZdrewniałe, trwałe, owłosione liany.
LiściePotrójnie klapowane, sercowate u podstawy. Mają 6–12 cm długości oraz 7,5–14 cm szerokości. Całobrzegie, z ostrym wierzchołkiem. Ogonek liściowy jest owłosiony i ma długość 15–20 mm. Przylistki są skrzydlate o długości 8–10 mm.
KwiatyPojedyncze. Działki kielicha są lancetowate, białawe, mają 4–6 cm długości. Płatki są podłużne, mają 4–6 cm długości. Przykoronek ułożony jest w dwóch rzędach, czarno-purpurowy, ma 1–17 mm długości.
OwoceSą jajowatego kształtu. Mają 5–6 cm długości i 3–4 cm średnicy.